# Oleg Gordijevskij
Oleg Antonovitj Gordijevskij (russisk: Олег Антонович Гордиевский, tr. Oleg Antonovitj Gordijevskij; født 10. oktober 1938 i Moskva, Sovjetunionen, død 4. marts 2025 i Surrey, Storbritannien) var en tidligere KGB-oberst, som i 1985 hoppede af til Storbritannien. Han var en af de højest placerede KGB-afhoppere under Den Kolde Krig.

## Baggrund og tidlig karriere
Oleg Gordijevskijs far var efterretningsofficer og Oleg gik i farens fodspor.
Oleg Gordijevskij blev uddannet på Moskvas statsinstitut for internationale relationer, og efter færdiggørelse af studierne ansat i udenrigstjenesten, som sendte ham til Østberlin i august 1961, lige før færdiggørelsen af Berlinmuren. I 1963 blev han ansat af KGB og posteret til den sovjetiske ambassade i København.
I København havde han blandt andet kontakt til den danske leder af SF Gert Petersen og Jørgen Schleimann.

## Dobbeltagent
Gordijevskij blev i løbet af sin tid i Danmark stadig mere utilfreds og desillusioneret med hensyn til sit arbejde og med Sovjetunionen i al almindelighed, en utilfredshed som specielt tog til efter den sovjetiske invasion af Tjekkoslovakiet i 1968. Gordijevskijs utilfredshed blev bemærket af den britiske efterretningstjeneste MI6, som sendte en agent fra den britiske ambassade for at oprette kontakt til Gordijevskij og rekruttere ham som dobbeltagent i britisk tjeneste. Gordijevskijs værdi for briterne steg dramatisk da han i 1982 blev posteret på den sovjetiske ambassade i London som hovedansvarlig for sovjetisk efterretningsindsamling og spionage i Storbritannien.
Den 2. maj 1985 blev Gordijevskij pludselig hjemkaldt til Moskva og arresteret i en datja tilhørende en af hans overordnede. Det var ikke klart, hvordan Gordijevskij var blevet afsløret, men senere MI6 analyser mistænker stærkt den amerikanske agent Aldrich Ames, som var blevet rekrutteret som dobbeltagent af KGB.

## Afhopning
KGB afhørte Gordijevskij i flere uger som oplyste ham om at han aldrig ville kunne arbejde uden for landet igen. Selvom han var under mistanke for spionage for en fremmed magt, så syntes hans overordnede ikke at have håndfaste beviser, og i juni 1985 fik han tilladelse til at vende tilbage til sin lejlighed i Moskva, hvortil også hans kone og to børn kom.
Selvom Gordijevskij utvivlsomt var under overvågning fra KGB, lykkedes det ham at informere MI6 om situationen, og briterne sammenstykkede en dristig plan for at befri deres mest værdifulde dobbeltagent fra hjertet af Moskva.
Den 19. juli 1985 lod Gordijevskij som om han gik på sin sædvanlige joggingtur, men i stedet lykkedes det ham at undslippe skyggerne fra KGB, og han steg om bord på et tog mod den finske grænse, hvor han mødtes med britiske ambassadebiler som fik ham smuglet over den finske grænse og videre via Norge til England. Hans kone og børn, der på daværende tidspunkt var på ferie i den sovjetiske republik Aserbajdsjan havde først mulighed for at slutte sig til ham seks år senere.

## Efter KGB
Gordijevskijs bøger om KGB-operationer og KGBs historie anses for at være blandt de mest troværdige kilder til information om KGBs virke.
I 1990 fungerede Gordijevskij som konsulent på det engelske magasin Intelligence and National Security, i samme årti havde han også flere tv-optrædener, inklusiv af den lettere karakter som i et engelsk realityshow kaldet Wanted.
I 1992 hoppede KGB-officeren Vasilij Mitrokhin af, og hans oplysninger bekræftede mange af Gordijevskis oplysninger og tilføjede nye.
Gordijevskijs liv blev skildret i en 2002 dokumenter af den amerikanske non-profit tv-station PBS.
Med Jakob Andersen udgav han i 2002 den over 800-sider lange bog De røde spioner: KGB's operationer i Danmark fra Stalin til Jeltsin, fra Stauning til Nyrup.
Den 26. februar 2005 blev Gordijevskij tildelt en ærestitel af University of Buckingham som anerkendelse for hans enorme bidrag til Storbritanniens sikkerhed.
Den 3. august 2005 publicerede den engelske avis Daily Telegraph et åbent brev fra Gordijevskij, hvori han beskrev, hvorfor han mente, BBC bedst kunne betegnes som en rød højborg.
"Lyt blot til de ideologiske nuancer på Radio 4, BBC television, og BBC World Service, så vil du hurtigt indse at kommunismen ikke er en døende tro."
Med Mads Baastrup som tilrettelægger lavede DR dokumentarfilmen Spionen der hoppede af i 2003, der var en del af serien Danmark i Den Kolde Krig. I filmen udtalte Gordijevskij, Jørgen Schleimann og Gert Petersen sig.